# Museo de Indonesia
El Museo de Indonesia (en indonesio: Museum Indonesia), es un museo de antropología y etnología ubicado en el parque Taman Mini Indonesia Indah (TMII), en la ciudad de Yakarta, en Indonesia. El museo se concentra en las artes y las culturas de varios grupos étnicos que habitan el archipiélago indonesio. El museo cuenta con una colección completa que consta de más de 1.000 piezas de arte, artesanía y trajes tradicionales indonesios y contemporáneos de las diferentes regiones de la nación.
Diseñado como parte integral del complejo Taman Mini Indonesia Indah (TMII), el museo fue concebido como "una parada para aprender sobre Indonesia", es decir, un centro de aprendizaje de la cultura indonesia. La construcción del museo comenzó en 1976 y se abrió al público el 20 de abril de 1980 durante el quinto aniversario de TMII.

## Arquitectura y exposiciones
El museo fue construido en la arquitectura balinesa. El edificio principal consta de tres pisos, de acuerdo con la filosofía balinesa de Tri Hita Karana, el concepto que enfatiza los 3 aspectos de la felicidad completa de un humano; para nutrir la armonía con Dios, con los demás seres humanos y con la naturaleza.
Las exposiciones permanentes y las colecciones se organizan en 3 secciones ubicadas en cada uno de los tres pisos. El tema de la exposición del primer piso es Bhinneka Tunggal Ika (Unidad en la Diversidad). Presenta trajes tradicionales de varias provincias de Indonesia. La exhibición también muestra formas de arte indonesias.
Manusia dan Lingkungan (Humano y medio ambiente) es el tema de la exposición del segundo piso. Su objetivo es mostrar la interacción de las personas indonesias con la naturaleza y el medio ambiente. La exposición presenta diferentes casas tradicionales, edificios religiosos y otras manifestaciones arquitectónicas tradicionales.
Seni dan Kriya (Artes y oficios) es el tema del tercer piso. La sala muestra las artes y artesanías tradicionales y contemporáneas de los indonesios.